# Gnosi
La gnosi (del grec γνῶσις gnōsis, 'coneixement') és la coneixença espiritual intuïtiva i perfecta, adquirida per mitjà d'una experimentació interna directa, i que proporciona una comprensió transcendental i aperceptiva. Es contraposa a la ciència i a la fe religiosa, considerades com a vies de coneixement imperfectes.
Aquesta coneixença s'obté mitjançant la introspecció o la contemplació, utilitzant sovint tècniques espirituals de tipus místic o d'altres preconitzades en general pels ensenyaments esotèrics, fins a experimentar la il·luminació o epifania.
En les cultures d'on és originari el terme (grega i romana d'Orient), la gnosi definia el coneixement de l'infinit, el diví o l'increat, mentre que el coneixement estricte del món finit, natural o material s'anomenava coneixement epistemològic.
El judaisme va desenvolupar el coneixement gnòstic mitjançant la càbala. Durant els primers segles del cristianisme, la gnosi fou molt present en les escoles conegudes amb el nom de gnosticisme (declarades herètiques més tard); i certes consideracions aportades per aquesta visió encara són presents en les esglésies ortodoxes orientals. En l'islam, el sufisme també es reivindica com un ensenyament gnòstic.